# Tjochatauri (distrikt)
Tjochatauri (georgiska: ჩოხატაურის მუნიციპალიტეტი, Tjochatauris munitsipaliteti) är ett distrikt i Georgien. Det ligger i regionen Gurien, i den västra delen av landet.